# Hymenocallis acutifolia
Hymenocallis acutifolia är en amaryllisväxtart som först beskrevs av Herb. och John Sims, och fick sitt nu gällande namn av Robert Sweet. Hymenocallis acutifolia ingår i släktet Hymenocallis och familjen amaryllisväxter. Inga underarter finns listade i Catalogue of Life.